# Aeroporto Internacional de Keflavík
O Aeroporto Internacional de Keflavík é o maior aeroporto da Islândia. Está situado a 50 km de Reiquiavique, na proximidade da cidade de Keflavík.

## Companhias Aéreas e Destinos
| Companhias                   | Destinos |
| ---------------------------- | --- |
| Air Iceland                  | Ilulissat, Ittoqqortoormiit, Kulusuk, Narsasuaq, Nuuk e Thorshofn. |
| Atlantic Airways             | Vágar. |
| EasyJet                      | Edimburgo, Londres (Aeroporto de Luton) e Manchester. |
| Icelandair                   | Alicanta, Amsterdã, Anchoage, Barcelona, Bergen, Billund, Boston, Bruxelas, Copenhague, Denver, Estocolmo, Frankfurt, Glasgow, Gotemburgo, Halifax, Hamburgo, Helsique, Londres, Madrid, Manchester, Milão, Minneapolis, Munique, Nova Iorque (John F Kennedy), Orlando, Oslo, Paris, São Petesburgo, Stavanger, Toronto, Trondheim, Washigton e Zurique. |
| Norwegian Air Shuttle        | Oslo. |
| Scandinavian Airlines System | Oslo. |
| WOW air                      | Alicanta, Amsterdã, Barcelona, Berlim, Copenhague, Dusseldorf, Frankfurt, Londres, Lyon, Milão, Paris, Stuttgant, Vilnius e Warsaw. |